# 李佳氏 (允礽)
李佳氏（1675年—1745年）。她是康熙朝废皇太子允礽侧福晉、弘皙之母，轻车都尉舒尔德库（舒尔图库）之女，出身于正白旗满洲包衣的宁古齐支系。

## 生平
李佳氏何时成为皇太子允礽的妾室、具体位号，均不得而知。当与允礽妻妾一同居于毓庆宫。康熙三十年十二月（1692年），李佳氏生下允礽的长子（十一岁时夭折）。康熙三十三年七月（1694年），李佳氏生下第二子弘晳。康熙三十六年，李佳氏为贵人封号，即皇太子貴人，是允礽妻妾中除了皇太子妃瓜尔佳氏外唯一有正式封号的侧室。康熙四十六年（1707年），李佳氏为嫔的封号，亦即皇太子嬪，是当时毓庆宫内仅次于皇太子妃的主位。二废太子后，允礽妻妾随他幽居于咸安宫。当時允礽沒有封爵，只有原皇太子妃瓜尔佳氏被称为二阿哥福晋，其他侍奉女子皆无封号，李佳氏也是无封号。
雍正二年十二月，允礽病故，追封理亲王，谥号密。雍正帝諭曰：「弘皙之母李佳氏，奉侍二阿哥有年，人甚淳谨，著封理亲王侧福晉、令居伊子弘晳(鄭家莊)府第。弘皙尽心孝养。理亲王侍妾曾有子女者、伊子如欲迎养，听其迎养。有欲随侧福晉居住者，亦听其随住。不愿者另给廨舍与居。丰其衣食、以终余年，著遍谕理亲王府下人等知之」。”
乾隆十年（1745年），李佳氏去世享年70岁。侧福晉李佳氏去世前，将允礽的书法心经册分发给允礽诸子及孙永璥。

## 备注
1. ↑  李佳氏亦称李甲氏，满文为Ligiya Hala。李佳氏为传统满族姓氏。